# Las Merindades

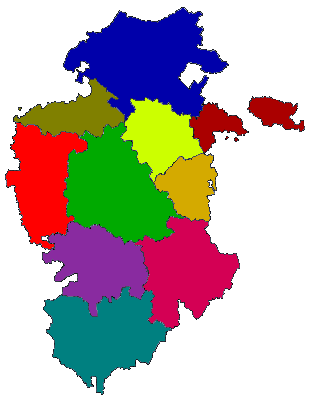
Mapa de les comarques de Burgos.
Las Merindades
La Bureba
Ebro
Páramos
Odra y Pisuerga
Alfoz de Burgos
Montes de Oca
Arlanza
Sierra de la Demanda
Ribera del Duero

Las Merindades és una comarca de Burgos que ocupa el terç nord de la província de Burgos, a la comunitat autònoma de Castella i Lleó. El cap comarcal és Villarcayo de Merindad de Castilla la Vieja. Té una superfície de 2.821 km² i una població de 25.304 (cens de 2007), cosa que dona una densitat de 8,97 hab/km².

## Municipis
La comarca està composta per més de 360 nuclis de població agrupats en 27 municipis.
- Alfoz de Bricia
- Alfoz de Santa Gadea
- Arija
- Los Altos
- Berberana
- Cillaperlata
- Espinosa de los Monteros
- Frías
- Junta de Traslaloma
- Junta de Villalba de Losa
- Jurisdicción de San Zadornil
- Medina de Pomar
- Merindad de Cuesta Urria
- Merindad de Montija
- Merindad de Sotoscueva
- Merindad de Valdeporres
- Merindad de Valdivielso
- Oña
- Partido de la Sierra en Tobalina
- Trespaderne
- Valle de Losa
- Valle de Manzanedo
- Valle de Mena
- Valle de Tobalina
- Valle de Valdebezana
- Valle de Zamanzas
- Villarcayo de Merindad de Castilla la Vieja